# System uzbrojenia
System uzbrojenia (ang. weapon(s) system) – połączenie jednego lub wielu środków uzbrojenia z odpowiednim sprzętem, materiałami, obsługą, personelem i środkami dowozu oraz instalacją, niezbędnymi dla zapewnienia jego samowystarczalności.